# R2-D2
R2-D2(Artoo-Detoo, 알투 디투)는 《스타 워즈》 속 가상 우주에 등장하는 등장 인물이다. 드로이드로, 영화 《스타 워즈》 9편 모두에 등장하는 캐릭터이다. 이름을 줄여 R2라고도 부른다.

## 영화

### 보이지 않은 위험
나부 소속 드로이드로 등장하고 방어막을 수리하는 모습을 보인다. 이후 어린 아나킨 스카이워커와 함께 나부 전투에 참전한다.

### 클론의 습격
클론의 습격 에서는 지오노시스 전투 혼란속에서 C-3PO를 수리 한다.

### 새로운 희망
첫 번째 데스 스타 설계도 가지고 있었으며 루크 스카이워커를 만나게 되고 레아 오르가나를 구출한 뒤 야빈 전투에서 루크 스카이워커의 X-윙 스타파이터 드로이드로 참전 한다.

### 제다이의 귀환
루크가 자바 더 헛이랑 싸울때 루크에게 광선검을 던져 준다

## 클론전쟁 3D
시즌6 11화 ~ 13화에서 요다와 함께 동행하고 모라밴드(코리반)이라는 행성을 방문 한다.

## 그 외
R2-D2와 C-3PO는 1978년 《세서미 스트리트》에 찬조출연하였으며 제50회 아카데미상에서는 두 드로이드가 시상자로 참가하기도 하였다.
2003년 로봇 명예의 전당에 올랐다. 스미스소니언 협회는 미국에서 만든 101가지 물건 목록에 R2-D2를 포함시켰다.
2011년에는 R2-D2 모양의 엑스박스 360이 출시됐다.